# 원민경
원민경(元玟京,1971년 8월 23일~)은 대한민국의 변호사이다.

## 생애
1990년 연세대학교 법과대학에 입학하였다. 1994년 대학 졸업 후 5년이 지난 1998년에 제40회 사법시험에 합격하였고 사법연수원 30기를 수료했다. 과학기술정책연구원인 남편과 두 딸을 두었다.
사법시험 합격 후에 봉사활동의 일환으로 한국여성의전화에서 가정폭력 피해 여성들을 위해 법률상담을 했다. 한국여성의전화에서의 경험은 원민경에게 충격을 주었고 이후 여성 인권에 힘쓰는 계기가 되었다.
민주사회를 위한 변호사 모임의 여성인권위원장으로서 활동하였다. 2009년에 여성신문에서 수여하는 제7회 '미래를 이끌어갈 여성지도자상'(약칭 미지상)을 수상하였다. 2014년 현재 민주사회를 위한 변호사 모임의 성매매 방지팀장으로서 활동하였다. 2009년부터 법무법인 원의 구성원 변호사가 되었고 해당 로펌의 부설기관인 여성법률상담센터를 이끌었다.

## 학력
- 1990년 중앙여자고등학교 졸업
- 1994년 연세대학교 법과대학 졸업

## 경력

### 전직
- 제40회 사법시험 합격(1998년)
- 제30기 사법연수원 수료(2001년)
- 법무법인 자하연 변호사(2001년 1월 ~ 2008년 12월)
- 환경운동연합 환경법률센타 운영위원(2001년 2월 ~ 2018년)
- 녹색생명포럼 운영위원(2001년 5월 ~ 2003년 8월)
- 한국여성의전화 전문위원(2001년 3월)
- 기업금융포럼 회원(2004년 3월)
- 한국증권법학회 회원(2002년 3월)
- 한국증권거래소 시장감시위원회 소송지원변호인단(2005년 3월)
- 예방접종피해보상심의원회 위원(2003년 3월 ~ 2008년)
- 민주사회를 위한 변호사 모임 여성인권위원장(2007년 10월 ~ 2009년 12월)
- 사단법인 막달레나공동체 이사(2006년 3월 ~ 2010년)
- 방송위원회 시청자불만처리위원회 위원 (2007년 8월 ~ 2008년 12월)
- 한국여성학회 이사(2009년 2월 ~ 2010년 1월)
- 서울메트로 성희롱고충심의위원회 위원(2014년 ~ 2018년)
- 성매매방지중앙지원센터 모니터링 위원회 위원(2015년 ~ 2017년)
- 석면피해구제재심사위원회 위원(2015년 ~ 2017년)
- 지뢰피해자 및 유족여부 심사실무위원회 위원장(2015년 ~ 2020)

- 가습기살균제구제위원회 위원(2017년 ~ 2020년)
- 사회보장정보원 비상임감사(2018년 ~ 2021년)
- 민주사회를 위한 변호사 모임 성매매 방지팀장
- 한국사회보장정보원 비상임감사(2018년 8월)
- 중앙환경분쟁조정위원회 위원(2019년 ~ 2021년)
- 문체부 산하 스포츠혁신위원회 위원(2019년 ~ 2020년)
- 더불어민주당 21대 총선 공천관리위원회 위원(2020년 1월 ~ 2020년 4월)
- 국방부 산하 민관군 합동위원회 성폭력및피해자보호제도개선분과위원장(2021년 6월 ~ 2021년 10월)

### 현직
- 한국성폭력상담소 자문위원(2008년 3월 ~ 현재)
- 법무법인 원 구성원 변호사(2009년 ~ 현재)
- 한국여성의 전화 이사(2014년 ~ 현재)
- 서울시 사회복지위원회 위원(2017년 ~ 현재)
- 서울시 행정심판위원회 위원(2017년 ~ 현재)
- 서울시 아동학대예방센터 아동학대사례전문위원(2017년 ~ 현재)
- 대검찰청 검찰수사심의위원회 위원(2018년 ~ 현재)
- 성매매문제해결을위한전국연대 부설 보다상담소 운영위원장(2018년 ~ 현재)
- 법제처 성희롱 고충심의위원회 위원(2018년 ~ 현재)
- 한국영화성평등센터 [든든] 법률자문위원(2018년  ~현재)
- (사)아시아위민브릿지 두런두런 이사(2019년 ~ 현재)
- 지뢰피해자지원심의위원회 위원(2021년 ~ 현재)
- 한국사이버성폭력대응센터 운영위원(2021년 ~ 현재)
- 스포츠인권연구소 운영위원(2021년 ~ 현재)
- 한국건강가정진흥원 이사(2021년 ~ 현재)
- 국방부 제3기 양성평등위원회 위원(2022년 ~ 현재)
- 사학연금관리공단 ESG위원회 위원(2022년 ~ 현재)
- 국가인권위원회 비상임위원(2023년 7월 ~ 현재)

## 관련 기사
- 원민경. 기지촌 여성들과 민주주의[깨진 링크(과거 내용 찾기)]. 여성신문. 2009년 1월 2일.
- 원민경. 무한경쟁 시대 속 ‘88만원 세대’의 자화상 보관됨 2011-05-21 - 웨이백 머신. 여성신문. 2009년 5월 1일.
- 원민경. 진정한 세상 읽기, 사람 읽기 가능한가 보관됨 2011-05-21 - 웨이백 머신. 여성신문. 2009년 6월 5일.